# Castricum
Castricum  è una municipalità dei Paesi Bassi situata nella provincia dell'Olanda Settentrionale. 
Il comune ha una popolazione di 34 629 abitanti (1º gennaio 2010, fonte: CBS) e ha una superficie di 59,93 km² (di cui 10,35 km² di acqua).

## Etimologia
Il nome "Castricum"  potrebbe derivare dalle parole latine "castri locus", che significa "accampamento". Ma la posizione di Castricum in epoca romana era molto distante dai confini dell'Impero e non c'è mai stato un accampamento romano permanente (in latino: castra). È anche possibile che il nome "Castricum" derivi dal latino "Castor", che significa "castoro".